# Dexter Morgan
Dexter Morgan je fiktivní postava vystupující v sérii knih, které napsal Jeff Lindsay, a které zahrnují knihy Drasticky děsivý Dexter (2004), Drasticky dojemný Dexter (2005), Dexter v temnotách (2007), Dexter v hlavní roli (2009), Delikátní Dexter (2010), Dvojí Dexter (2011) .
V roce 2006 byla první kniha natočena jako seriál s názvem Dexter pro televizní stanici Showtime. V televizním seriálu hraje Dextera Michael C. Hall. Dále potom bylo natočeno dalších 7 sérií, které se ale od knih již dějově liší.

## Základní popis postavy
Dexter žije v Miami a pracuje jako forenzní analytik krevních skvrn pro Policejní oddělení vražd města Miami, ale ve svém volném čase je také sériovým vrahem. Jeho adoptivní otec Harry jej naučil zásadu, podle níž smí zabíjet jen ty, „kteří si to zaslouží“, především pak ostatní vrahy, kterým se podařilo vyhnout tradičnímu systému zákonů anebo se nikdy nestali ani podezřelými.

## Historie
Historie Dexterova života je představena v první knize. Začíná tím, že zabíjí domácí zvířata ve svém okolí. Jeho adoptivní otec Harry nalezne zbytky těchto zvířat a začne mladého Dextera podezírat z toho, že je sociopatem s vrozenou potřebou zabíjet. Harry se rozhodne vychovat Dextera tak, aby směroval své násilnické potřeby „pozitivním“ směrem: učí svého syna tomu, aby byl opatrným, pečlivým a výkonným zabijákem, a ukáže mu, jak po sobě nezanechat žádné stopy. Učí Dextera také tomu, aby vedl spořádaný veřejný život, jež nebude budit žádná podezření, a učí jej, jak předstírat emoce a emoční reakce, které se od něj očekávají, ale které ve skutečnosti vůbec neprožívá. Harry mu dá ale něco mnohem důležitějšího, a to systém morálních principů, které Dexter začne nazývat „Harryho kodex“. Hlavní zásadou tohoto kodexu je zabíjet pouze lidi, kteří jsou také vrahy.
Dexter zabije svou první oběť ve svých 18 letech. Harry, jenž umírá na zánět koronárních tepen, dá Dexterovi „svolení" k zavraždění nemocniční sestry, která zabíjí pacienty pomocí předávkování morfiem.
V seriálu vystupuje také Dexterova adoptivní sestra Deborah, jež je policejním důstojníkem; Rita, jeho přítelkyně a později manželka, a Ritiny dvě děti, Astor a Cody.
První kniha a první série televizního seriálu se točí kolem Dexterovy pohnuté minulosti: Když byly Dexterovi tři roky, byl společně se svým starším bratrem Brianem svědkem vraždy jejich vlastní matky a tří dalších lidí, jež zavraždil drogový dealer, a poté byli ponecháni v přepravním kontejneru, obklopeni čtyřmi rozsekanými těly a v pěti centimetrech krve, což v obou chlapcích zanechalo emocionální otupělost a sklony k násilí. Harry Morgan Dextera odvedl z místa činu a následně jej adoptoval. Brian byl mezitím poslán do psychiatrické léčebny pro mentálně narušené děti a vyrostl z něj sériový vrah a lékař na protetickém oddělení nemocnice v Miami. O mnoho let později zanechává Dextorovi různé stopy jako formu „přátelského soutěžení“ mezi nimi. Když Dexter nakonec zjistí identitu pachatele, nechá Briana uniknout (v televizním seriálu jej Dexter neochotně zabije, když mu Brian sdělí, že nebude mít klid dokud nezabije Deboru, jež pro něj představuje rivala v otázce Dexterovy náklonnosti.)
V televizním seriálu prokáže Dexter během souboje se seržantem Jamesem Doakesem své slušné schopnosti v boji muže proti muži. Poté Doakes zjistí, že se Dexter věnoval Jui-jitsu na vysoké škole. Také se dozví, že Dexter byl jedním z nejlepších studentů ve své třídě na lékařské škole, ale ze školy odešel, aby se mohl stát forenzním specialistou.

## Dexterova osobnost a psychologický profil
Dexter považuje sám sebe za emocionálně odloučeného od zbytku lidstva a v popisu děje často naráží na „lidi“ jako by ani nebyl jedním z nich. Nakonec ale ve čtvrté sérii v epizodě „Road Kill“ dochází k závěru, že pokud cítit výčitky svědomí znamená být člověkem, tak musí být člověkem i on.
Dexter často popisuje pocit vnitřní prázdnoty a tvrdí, že zabíjení jej udržuje naživu. Dexter tvrdí, že nemá žádné city ani svědomí a že veškeré jeho emocionální reakce jsou součástí dobře natrénovaného systému, jak zakrýt kdo – nebo co – doopravdy je. Nemá žádný zájem o milostné vztahy nebo sex a svůj vztah s Ritou považuje za součást jeho „přestrojení“.
V Dexterově emocionálním brnění však existují díry. Dává najevo svou loajálnost k rodině, především ke svému adoptivnímu otci. „Jak moc bych miloval Harryho, kdybych byl schopen lásky.“ Jedinou Dexterovou rodinou po Harryho smrti je jeho sestra, Debra, Harryho biologická dcera. Na konci první knihy Dexter připouští, že nedokáže Debře ublížit nebo dovolit Brianovi, aby jí něco provedl, protože ji „má rád“. V poslední epizodě druhé série konečně připouští, že lidi ve svém životě potřebuje. V seriálu si po smrti Rity uvědomí, že ji miloval.
Dexter má rád děti a považuje je za mnohem zajímavější než jejich rodiče. Kvůli této jeho náklonnosti přistupuje Dexter s velkým hněvem ke svým obětem, jež ubližují dětem. V knize Drasticky dojemný Dexter zjišťuje, že Ritin syn Cody vykazuje stejné sociopatické příznaky, jaké vykazoval Dexter v jeho věku, a těší se, že mu poskytne podobné „vedení“, jakého se mu dostalo od Harryho. Svým způsobem vidí v Codym svého vlastního syna. To mu také dává důvod k tomu, aby pokračoval ve vztahu z Ritou. V knize Drasticky dojemný Dexter se s ní díky nedorozumění dokonce zasnoubí (Rita najde v Dexterově kapse prsten, který ve skutečnosti pochází z odříznutého prstu). Úvodní část třetí knihy odhaluje, že Cody není jediný, u koho se projevují sklony k násilí, a obě děti jej tlačí k tomu, aby je „učil“. Dexter přijme roli náhradního otce velice vážně v knize Dexter v temnotách, i když jemu typickým způsobem. Například ve chvíli, kdy sleduje svou oběť, začíná přemýšlet o tom, jestli si Cody vyčistil před spaním zuby a jestli si Astor připravila velikonoční šaty pro zítřejší focení ve škole. Tyto myšlenky odvádějí jeho pozornost při lovu jeho budoucích obětí, což ho dosti obtěžuje. V televizním seriálu se Dexter jednou také odchýlí od svého kodexu, jež říká, že smí zabíjet pouze vrahy, a odstraní z cesty pedofila, jež sleduje Astor. V seriálu ale Cody a Astor neprojevují známky násilí. Dexter má spíše obavy o svého biologického syna Harrisona.
V první epizodě třetí řady televizního seriálu Dexter zjistí, že Rita čeká jeho dítě.
Zvířata nemají Dextera rády, což může způsobit potíže s hlukem při sledování obětí, jež mají domácí zvířata. Říká se, že kdysi měl psa, jenž na něj štěkal a vrčel tak dlouho, až byl nucen se jej zbavit, a také želvu, jež se skrývala ve svém krunýři a raději zemřela hlady, než aby s ním přišla do styku.

## Dexterův pracovní postup (modus operandi)
Cílem Dexterových zásad je nejen maximalizovat uspokojení, jež od obětí získá, ale také minimalizovat, ne-li eliminovat veškeré možné stopy a důkazy, a zajistit, že jeho oběťmi se nestanou nevinní lidé. Dexter tráví obrovské množství času tím, že si každou oběť vybírá na základě kodexu jeho adoptivního otce. Poté vražedné místo kompletně zakryje čistou igelitovou plachtou tak, aby zachytila veškerou krev, a na místě činu nezůstaly žádné známky vraždy. Často takovéto místo vyzdobí fotkami s důkazy o zločinech jeho oběti a v některých případech zde vystaví i exhumovaná těla jejich obětí.
Způsob, jakým Dexter dopadá své oběti, se v knihách a seriálu liší. V seriálu to většinou provádí tak, že se přiblíží ke své oběti zezadu a píchne ji anestetikum (jedná se o Etorphin hydrochlorid zvaný též M99), jež uvede jeho oběti do dočasného stavu bezvědomí. Tato injekce představuje tradici, jež začala u jeho první oběti, nemocniční sestry. K získání těchto uspávacích prostředků používá falešné jméno Patrick Bateman (jméno sériového vraha z knihy Americké psycho od spisovatele Breta Eastona Ellise). V jiných případech znehybní svou oběť za použití svých rukou nebo garoty k přerušení přísunu krve do mozku. V knihách, stejně jako v úvodní scéně prvního dílu seriálu, se ukrývá na zadním sedadle auta, a přetáhne své oběti přes krk rybářský vlasec, když si sedne. Poté přinutí svou oběť pod hrozbou udušení zamířit směrem k připravenému místu vraždy.
Když dorazí na místo, tak své oběti buď uvede škrcením do bezvědomí, nebo použije smyčku kolem krku a odtáhne je na místo vraždy. V takovém případě je uspí do bezvědomí poté, co je seznámí se svým rozsudkem. Když se oběti probudí jsou zbaveny šatů a bezpečně připoutané igelitovou páskou ke stolu, silnější oběti jsou zajištěny také izolepou. Pokud tak neučinil již dříve, konfrontuje své oběti se získanými důkazy o jejich zločinech. Vražedná metoda v knize většinou sestává z rozsáhlého „zpracování“ pomocí různých řezných nástrojů. V televizním seriálu je Dexterovou oblíbenou metodou okamžité zasazení smrtelné rány do srdce, krku nebo břicha za pomocí různých zbraní. Jednou za čas své metody mění tak, aby se hodily k typu konkrétní oběti. Briana zabije tak, že mu podřízne hrdlo stříbrným příborovým nožem, vůdci gangu Little Chino zasekne mačetu do hrudníku a Lilu Westovou zapíchne nožem. Vraha své matky, Santose Jimeneze, zabije stejným způsobem jakým on zabil jeho matku, tedy rozřeže jej na kusy motorovou pilou. Arthura Mitchella, známého též jako "sériový vrah Trinity", umlátí k smrti kladivem, stejně jako Mitchell své oběti, a "Vraha soudného dne" Travise Marshalla probodne historickým mečem, který Marshall dříve ukradl z univerzity.
Těsně před každou vraždou si Dexter od svých obětí odebírá trofej, aby mohl tento zážitek později prožít znovu. Dexter tyto trofeje získává tak, že každou oběť řízne chirurgickým skalpelem na tváři pod pravým okem a zachytí malý vzorek krve, jež poté uchovává mezi dvěma laboratorními sklíčky. V seriálu Dexter tyto krevní vzorky uchovává uspořádané v dřevěné krabičce, kterou má ukrytou uvnitř klimatizační jednotky. V knize je uchovává v palisandrové krabičce na knihovně.
Nakonec rozporcuje tělo svých obětí na několik částí, zabalí společně s igelitovou plachtou do biologicky rozložitelných pytlů na odpad, přidá několik kamenů z doku, kde kotví jeho loď, tak aby je zatížil, a vše zapečetí izolepou. Tyto zabalené pytle poté naloží na svou loď a vyhodí je do oceánu na předem vytipovaném místě. V seriálu mu k tomuto účelu slouží prohlubeň v mořském dně v blízkosti pobřeží. V jedné epizodě je však toto místo náhodně objeveno skupinkou potápěčů, načež Dexter změní svou taktiku, a odváží mrtvá těla dál od pobřeží, kde jsou zachyceny Golfským proudem a odneseny do moře. V knihách je těmto metodám věnován mnohem menší prostor a Dexter při nich často improvizuje v závislosti na konkrétní oběti. Několika svých obětí se zbavil na moři díky tomu, že vlastnily loď, ale použil při tom kotvu pro zatížení pytlů. Několika jiných obětí se zbavil tak, že jejich tělo vhodil do sudu s kyselinou chlorovodíkovou.

## Dexterova biologická rodina
Televizní seriál i první kniha přicházejí s odhalením, že Dexter a jeho starší bratr Brian byli jako děti dva dny uvězněni v nákladním kontejneru v Miamských docích. Byli obklopeni mrtvými těly, hladověli, a při tom seděli v kaluži krve. Jedno z mrtvých těl patřilo jejich matce. Bezvýznamný kriminálník ji zabil motorovou pilou a Dexter i Brian tomu museli přihlížet. Dexter byl poté adoptován vyšetřujícím detektivem Harry Morganem, zatímco Brian byl poslán do výchovného ústavu. Dexter tento fakt zjistí až v dospělosti, když se setká se svým bratrem při vyšetřování série vražd. Dexterovo zapojení se do rodiny Morganů probíhá v knihách lehce odlišně. Harry například nikdy není identifikován jako vyšetřující důstojník, jenž Dextera našel. Seriál se odlišuje také v tom, že popisuje matku obou chlapců jako policejní informátorku, s níž měl Harry milostný poměr v době její smrti. Konec první knihy naznačuje, že Harry celou dobu věděl, že Dexter má bratra, ale rozhodl se jej neadoptovat, protože byl starší, a bylo tudíž pravděpodobnější, že utrpěl trauma.
V knihách je Dexterův bratr nazýván jednoduše Brian. Když byl Dexter malý, měl potíže správně vyslovit jméno Brian a proto říkal svému bratrovi „Bájní“. V televizním seriál se Dexterova matka jmenuje Laura Moser.
V televizním seriálu je za jeho otce považován muž jménem Joe Driscoll, ale Dexterovi se nepodaří najít jakýkoliv důkaz o tom, že by někdo takový před více než 30 lety existoval. K jedinému kontaktu mezi otcem a synem dojde, když mladý Dexter pošle svému otci děkovný dopis za to, že mu po nehodě poskytnul krevní transfuzi (je odhalena skutečnost, že Dexter má vzácnou krevní skupinu, AB negativní). Protože Harry přesvědčil Driscolla k tomu, aby daroval svou krev tajně, Dexter vůbec netuší odkud krev pochází. Je zde také naznačeno, že Brian Driscolla zabil pomocí injekce inzulínu tak, aby to vypadalo jako zástava srdce, a je zde odhaleno, že Driscolla navštívil těsně před jeho smrtí technik z kabelové televize a jeho sousedka v tomto technikovi pozná Briana (ten ji později „navštíví“, aby ji umlčel). Jeho tělo je však zpopelněno dříve, než se Dexterovi podaří získat nějaký důkaz. Na konci první knihy se Brian a Dexter setkají v nákladovém kontejneru podobném tomu, v kterém byli zadržováni jako děti, a Brian začne vyprávět, co se stalo. Řekne Dexterovi, že jedno z těl, kterými byli obklopeni, mohlo klidně patřit jejich otci.
V knize Brian uteče z Miami poté, co zabije LaGuertu, a v žádné další knize se zatím neobjevil. V seriálu však Dexter svého bratra chytí a velice nerad zabije, protože ví, že by se nikdy nepřestal pokoušet zabít Debru nebo další nevinné lidi.

## Dexterův temný pasažér
Dexter Morgan je nucen zabíjet, aby uspokojil svůj vnitřní hlas, který nazývá „Temný pasažér“. Vždy, když již tento hlas nemůže být déle ignorován, „dovolí Temnému pasažérovi, aby jej řídil.“
Ve třetí knize, Dexter v temnotách, je prostřednictvím vyprávění třetí osoby, jež je označována prostě jako „To“, odhaleno, že Temný pasažér je spíše nezávislou entitou obývající Dextera, než nějakou psychologickou úchylkou. Později Dexter zjistí, že Temný pasažér má něco společného s Molochem, bohem ze Středního východu, jež byl uctíván v biblickém období. Temný pasažér je jedním z jeho mnoha potomků. Moloch měl mnoho potomků (byli zrozeni skrze lidské sebeobětování) a naučil se sdílet s nimi své znalosti. Nakonec jich existovalo tolik, že Moloch většinu z nich zabil. Několika z nich se však podařilo uniknout do světa. V knize Dexter zjistí pravou povahu Temného pasažéra, když jej na krátkou dobu „opustí“, což jej vyděsí natolik, že začne hledat možné důvody pro jeho existenci, Dexter sám začíná věřit že Temný pasažér neexistuje.